# Ampedus nigroflavus
Ampedus nigroflavus es una especie de escarabajo del género Ampedus, familia Elateridae. Fue descrita científicamente por Goeze en 1777.
Esta especie se encuentra en varios países de Europa. También en Corea.